# نويل بيركلي
نويل بيركلي (بالإنجليزية: Noel Berkeley)‏ هو عداء مسافات طويلة أيرلندي، ولد في 20 ديسمبر 1964.

## وصلات خارجية
- نويل بيركلي على موقع الاتحاد الدولي لألعاب القوى (الإنجليزية)
- نويل بيركلي على موقع رابطة إحصائيات سباق الطريق (الإنجليزية)
- نويل بيركلي على موقع أوليمبيديا (الإنجليزية)